# Interferència de canal adjacent
Interferència de canal adjacent (ACI) és una interferència causada per una radiació electromagnètica espúria d'un canal adjacent. Una ACI pot ser causada per un filtratge insuficient (com el filtratge incomplet de productes de modulació no desitjats en sistemes de FM), per una sintonització incorrecta o per un control de freqüència incorrecte (del canal de recepció, del canal emissor de la interferència o d'ambdós).
La interferència de canal adjacent que pateix un receptor A des d'un transmissor B és la suma del senyal que emet B al canal sintonitzat per A, coneguda com a "emissió no desitjada", factor representat per les sigles ACLR (Factor de fugues del canal adjacent), més la porció del senyal que A amplifica del senyal del canal adjacent emès per B, factor que es representa per ACS (Selectivitat del canal adjacent).

## Diferències entre ACI i diafonía
Cal distingir d'una forma clara la interferència de canal adjacent de la diafonía entre dos circuits que es produeix quan part dels senyals presents en un d'ells, considerat pertorbador, apareix en l'altre, considerat pertorbat. La diafonia, en el cas de cables de parells trenats, es presenta generalment a causa d'acoblaments electro-magnètics entre els elements que componen els circuits pertorbador i pertorbat o a conseqüència de desequilibris d'admitància entre els cables d'ambdós circuits.

## Causes
Es pot produir per dues raons diferents. La primera, quan els filtres RF tenen un flanc d'atenuació no prou bó i no eliminen completament el senyal a filtrar que emet per B. la segona, per la intermodulació en els amplificadors de l'emissor B, que fa que l'espectre de transmissió s'expandeixi més enllà del que es pretenia i, com a conseqüència, B emet una mica de senyal damunt del canal adjacent. Aquesta part del senyal que emet B sobre el canal sintonitzat per A se coneix com a fugues del canal adjacent (emissions no desitjades).

## Procediment per evitar-la
Normalment les autoritats reguladores de les freqüències de radiodifusió administren l'espectre d'emissió amb la finalitat de minimitzar la interferència de canal adjacent. Per exemple, a Amèrica del Nord, les estacions de FM en una zona determinada no poden obtenir llicència en les freqüències adjacents concedides en una zona propera, és a dir, si una estació té una llicència en 99,5 MHz en una ciutat, les primeres freqüències adjacents (de 99,3 MHz i 99,7 MHz) no es poden utilitzar per emissores en cap lloc dins d'una certa distància del transmissor d'aquesta estació, i les segones freqüències adjacents (de 99,1 MHz i 99,9 MHz) es limiten a usos especialitzats tals com a estacions de baixa potència. Restriccions similars s'aplicaven antigament a les terceres freqüències adjacents (és a dir, 98,9 MHz i 100.1 MHz en l'exemple anterior), però actualment ja no s'apliquen.